# Spaelotis iranica
Spaelotis iranica är en fjärilsart som beskrevs av Max Wilhelm Karl Draudt 1938. Spaelotis iranica ingår i släktet Spaelotis och familjen nattflyn. Inga underarter finns listade i Catalogue of Life.